# ピルグリム (理芽の曲)
「ピルグリム」（Pilgrim）は、2022年4月27日にリリースされた理芽の楽曲。同日YouTube上にてミュージックビデオが公開された。作詞・作曲・編曲は何れも笹川真生が行った。
2023年12月6日に発売された理芽 2nd アルバム『NEW ROMANCER2』に収録された。

## 概要
専門学校HAL（東京・大阪・名古屋）の2022年度テレビCMソングとして書き下ろされた。HALの2022年度のメッセージ「あきらめないって、いちばんの才能。」をテーマに制作されている。
本楽曲のリリースに合わせ、理芽のビジュアルとアーティスト写が一新された。イラストはこれまでと同様にPALOW.が制作した。

## 制作スタッフ
ピアノは及川創介が演奏している。ミックスは池田洋 (hmc studio) 、マスタリングは木村健太郎 (kimken studio) による。
ミュージックビデオはディレクターとして川サキケンジ（イアリンジャパン）、CG アーティストとして髙田瑛示、Q-taro、Kazutoshi Yokota、プロデューサーとして根岸秀幸 (THINKR) が携わり、タイトルおよび歌詞のデザインを本忠学、モーショングラフィックスを muen が制作した。

## テレビCM
放映に先駆け、2022年3月30日よりHALのサイトで先行公開された。同年4月21日から全国で放映された。
TVCMは「いちばんの才能。」編と題されている。イラストおよび3DCGはHAL卒業生の羽ちゃによる。実写のように見えるスケッチブックを含め、全て3DCGで制作された。

## ライブでの演奏
2022年4月16日に開催された V.W.P のライブイベント『「魔女集会」JOINT LIVE」』で、理芽の新曲として演奏された。映像演出はkoshi-kun、タイポグラフィは玉野ハヅキによる。
2022年7月1日にV-Clan公式YouTubeチャンネルで日本テレビが主催するライブ『VTuber Fes. BPM [Blinks Per Minute] powered byロート製薬』に理芽が出演した際に「ピルグリム」が披露された。
2022年7月17日に開催された『理芽×ヰ世界情緒 TWO-MAN LIVE「Singularity Live」』でもパフォーマンスされた。2022年11月23日にはライブ全編を収録したBlu-rayとLIVE音源を収録したCDが発売され、ライブ音源「ピルグリム (Live at Virtual, 2022)」が収録されている。『魔女集会』に引き続き、映像演出はkoshi-kun、タイポグラフィは玉野ハヅキによる。
2023年12月16日に開催された『SINKA LIVE SERIES EP.Ⅳ 理芽 2nd ONE-MAN LIVE「NEUROMANCE2 -神椿市壱番街-」』でパフォーマンスされた。リリック映像はkoshi-kunによる。

## その他
理芽の声を基にしたCeVIO AI「音楽的同位体 裏命(RIME)」によるカバーが音楽的同位体公式から公開されている。カバーのミュージックビデオでは、ミックスを笹川真生、映像制作を河井祐、CG制作を川サキケンジ、タイポグラフィを本忠学が行っている。